# Brave Entertainment
Brave Entertainment (Hangul:  브레이브 엔터테인먼트; còn được gọi là Brave Sound Entertainment) là một công ty giải trí của Hàn Quốc được thành lập vào năm 2008 bởi Brave Brothers.

## Công ty
Brave Entertainment được thành lập vào năm 2008 bởi Kang Dong Chul, được biết đến với nghệ danh “Brave Brothers”, sau khi anh rời YG Entertainment. Brave Entertainment's Brave Brothers đã hợp tác với Starship Entertainment khi được tiết lộ rằng anh ấy đã sản xuất bài hát đầu tay của Sistar là "Push Push"  và đã sản xuất các bài hát cho họ, bao gồm cả bài hát hit của họ, "So Cool" và "Alone".